# اچ‌ام‌اس آپرایت (ان۸۹)
اچ‌ام‌اس آپرایت (ان۸۹) (به انگلیسی: HMS Upright (N89)) یک زیردریایی بود که طول آن ۵۸٫۲۲ متر (۱۹۱٫۰ فوت) بود. این زیردریایی در سال ۱۹۴۰ ساخته شد.